# Ana Johnsson
Ana Johnsson (nascida Anna Lovisa Johnsson, Gotemburgo, 4 de outubro de 1977) é uma cantora e compositora sueca. Seu primeiro álbum, Cuz I Can, foi lançado em abril de 2004 no seu país natal. A versão internacional, The Way I Am, foi lançada alguns meses depois. O segundo trabalho, Little Angel, veio em Outubro de 2006.

## Biografia
Enquanto estudante, Ana estudou nos Estados Unidos graças a um intercâmbio escolar, onde pode praticar o seu hobby, o snowboard. Foi semi-profissional, conseguindo mesmo chegar aos 4º e 5º lugares nos mundiais de juniores de 1996 e 1997. Mais tarde Ana voltou para a Suécia, para acabar os estudos e trabalhar numa loja de disco e também como crupiê num casino.
Em 2001 Ana entrou num concurso de Popstars de onde saiu vencedora e formou, juntamente com mais 4 vencedoras, a banda chamada Excellence. Contudo, o estilo musical da banda não era exatamente o que Ana queria, e esta decide abandonar a banda, mas continuando no mundo da música, como artista a solo.
O 1º single "The Way I Am" saiu no Outono de 2003 na Suécia. Em Abril de 2004 Ana edita o seu 1º álbum a solo no seu país natal, intitulado de Cuz I Can. Surgiu a oportunidade de ter uma música na banda sonora do filme Homem-Aranha 2. O single "We Are" é editado em Junho de 2004. Mais mais tarde edita a versão internacional do álbum, ao qual chama de The Way I Am e sucessivamente os singles "Don't Cry for Pain" e "Coz I Can". No final de 2004, o álbum é realizado em versão especial no Japão.
Em 2006 Ana edita um novo álbum intitulado de Little Angel. O primeiro single chama-se "Days of Summer". O segundo single, "Exception", faz parte da banda sonora do filme sueco Exit. Ana também gravou uma música com a banda finlandesa Bleak, música a qual chamada "Fate" que faz parte também de uma banda sonora do filme chinês Jade Warrior. "Catch Me If You Can" é o terceiro single do álbum, e é também a música oficial dos campeonatos Alpine World Ski Championships 2007. Em 14 de fevereiro, o álbum Little Angel é realizado na versão Japonesa.

## Discografia

### Álbuns
- Cuz I can - 2004

1. The Way I Am – 3:29
2. Cuz I Can – 3:04
3. L.A. – 3:44
4. Now It's Gone – 3:42
5. Life – 3:08
6. Crest of the Wave – 4:50
7. Here I Go Again – 3:25
8. Just a Girl – 3:22
9. Anything Goes – 2:49
10. A Song for Everyone – 3:01
11. Tame Me – 3:33
12. What Is a Girl to Do - (All The Way (faixa escondida)) – 8:19

- The Way I Am - 2004

1. We Are – 3:57
2. Don't Cry for Pain – 3:48
3. The Way I Am – 3:32
4. I'm Stupid – 3:48
5. Life – 3:08
6. 6 Feet Under – 3:45
7. Coz I Can – 3:03
8. Crest of the Wave – 4:50
9. L.A. – 3:44
10. Now It's Gone – 3:43
11. Here I Go Again – 3:27
12. Black Hole – 3:58 (Faixa Bónus no Japão)

- Little Angel - 2006

1. Little Angel – 2:50
2. Break Through Time – 3:01
3. Exception – 3:12
4. Catch Me If You Can – 2:45
5. What If – 4:02
6. Playing God – 4:04
7. Burn – 3:50
8. Days of Summer – 3:11
9. The Harder We Fall – 3:46
10. Still – 3:50
11. Spit It Out – 3:12
12. Coming Out Strong – 4:52
13. Falling to Pieces – 3:25 (Faixa Bónus no Japão)
14. If I'm Not Dreaming – 3:36 (Faixa Bónus no Japão)

### Singles
- "The Way I Am" (2003)
- "Life" (2004)
- "Cuz I Can" (2004)
- "We Are" (2004)
- "Don't Cry For Pain" (2004)
- "Coz I Can" (2005)
- "Days of Summer" (2006)
- "Exception" (2006)
- "Catch Me If You Can" (2007)
- "Break Through Time" (2007)